# Sheaf (rivière)
Pour les articles homonymes, voir Sheaf.
 (septembre 2014).
Si vous disposez d'ouvrages ou d'articles de référence ou si vous connaissez des sites web de qualité traitant du thème abordé ici, merci de compléter l'article en donnant les références utiles à sa vérifiabilité et en les liant à la section « Notes et références ».
La Rivière Sheaf est une rivière de Sheffield, Angleterre, et un affluent du Don, donc un sous-affluent du fleuve la Trent par l'Ouse du Yorkshire.

## Géographie
De 9 km de longueur, elle débute à la confluence de la Totley Brook et de l'Old Hay Brook à Totley, une banlieue de Sheffield. Elle coule vers le nord, à travers Dore, puis à travers la vallée d'Abbeydale (appelée ainsi à cause la présence de Beauchief Abbey) et à travers Heeley. Elle coule ensuite dans une tranchée couverte à travers  le centre-ville de Sheffield et émerge à côté de Lady's Bridge où elle joint le Don.
Historiquement, avec ses affluents la Meers Brook et la Limb Brook, la Sheaf formait la frontière entre les royaumes Saxons de Mercie et Northumbrie; elle resta la limite entre le Yorkshire et le Derbyshire jusqu'à 1875.

### Toponyme
La ville de Sheffield tient son nom de la Sheaf. La contraction de Sheaf et field donna Sheffield entre les XVIIe et XVIIIe siècles.

## Hydrologie
Son régime hydrologique est dit pluvial océanique.

## Aménagements et écologie

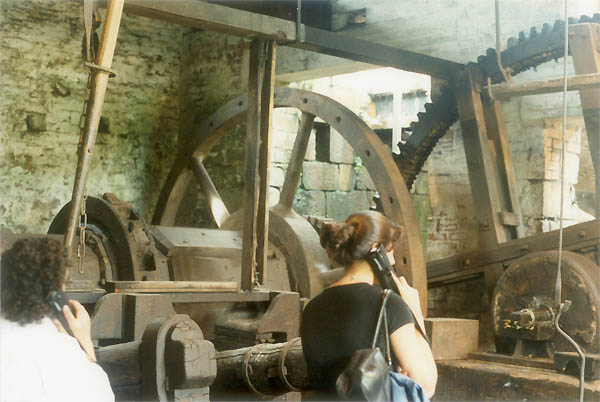
machine à force hydraulique au musée Abbeydale Industrial Hamlet

La Sheaf joua un rôle important dans l'industrialisation de Sheffield apportant la force motrice aux usines métallurgiques de la région. Le musée de l'industrie Abbeydale Industrial Hamlet est un exemple de ce qu'était une usine au XIXe siècle le long de la rivière.